# Philippe Roure
Pour les articles homonymes, voir Roure.
Philippe Roure, né le 5 juillet 1968 à Bordeaux, est un graphiste freelance français, également auteur et réalisateur. Il démarre cette nouvelle activité en 2011 avec un premier documentaire : Marvel 14 : les super-héros contre la censure. Il est également l'auteur du livre Lui, années érotiques paru en 2019 aux éditions Gründ.

## Biographie

### Jeunesse
Il se passionne très tôt pour le cinéma et la bande dessinée. Au début des années 1980, il participe à la création du fanzine Évasion Temporelle. Il écrit et dessine des histoires mêlant science-fiction et héroïc-fantasy. Il quitte l'aventure en 1984 après quatorze numéros. Il tourne en Super 8 un court métrage resté inachevé, inspiré des histoires d'épouvante des EC Comics.

### Graphisme
Après des études d'arts graphiques, il effectue divers stages dans des agences de communication sur Bordeaux et Paris qui le conduisent en 1991 au poste d'assistant directeur artistique du magazine économique Objectif Aquitaine. Il opte ensuite pour le design graphique et se déclare en freelance en avril 1992. Il exerce son activité à Bordeaux jusqu'en 2000, date à laquelle il s'installe à Paris. Poursuivant les collaborations entamées sur certains budgets bordelais, il se rapproche des milieux de l'édition et de la musique.
En 2019, il retourne vivre en Nouvelle Aquitaine.

### Audiovisuel et cinéma
En 2006, il crée l'association Silenzio Films afin d'encadrer la réalisation d'un premier court métrage, underZone. Il écrit, produit et réalise cette première incursion dans le cinéma. Le film est nommé en sélection officielle la même année au festival Imaginaria à Conversano en Italie et est projeté à la Cinémathèque française dans le cadre du festival « Mad in France » organisé par le magazine Mad Movies. Il figure sur le DVD French Demence vol.1 (Metaluna Production/Oh my Gore!, 2010).
En 2010, il propose un projet de court métrage à la société Métaluna Production, M14 et réalise un teaser promo de quelques minutes afin de le présenter. M14 devient finalement un documentaire co-écrit avec l'auteur et scénariste Jean Depelley. Marvel 14 : les super-héros contre la censure est conçu dans un format 26 minutes pour la chaîne Syfy, avant de devenir un 52 minutes pour TV5 Monde. Le film retrace la légende qui a entouré la revue Marvel publiée par les éditions Lug, éditeur lyonnais qui importa en France les aventures des héros Marvel. Le Marvel numéro 14 fut interdit en 1971 par la Commission de surveillance et de contrôle des publications destinées à la jeunesse. La reconstitution d'exemplaires de ce numéro par certains fans et la conviction relayée par d'autres qu'il a été imprimé avant l'interdiction et que par conséquent des exemplaires subsistent, ont fait du Marvel 14 une légende urbaine.
Plébiscité par les fans et les lecteurs des publications Lug (Strange, Spécial Strange, Titans, Nova, etc.) Marvel 14 : les super-héros contre la censure est présenté dans de nombreux festivals : L’Étrange Festival de Paris, le salon de la bande-dessinée d’Angoulême, L’Étrange Festival de Lyon, L'Étrange Festival de Strasbourg, Les Utopiales de Nantes. Le film remporte le grand prix et le prix de la jeunesse au Festiv’art de Limoges 2010.
De janvier à décembre 2010, Philippe Roure gère le magasin Movies 2000 à la demande de Jean-Pierre Putters et Fabrice Lambot, à la tête de Metaluna Productions. Créé en 1979 par Jean-Pierre Putters en parallèle de son magazine Mad Movies, la boutique Movies 2000, spécialisée dans le cinéma de genre, était fermée depuis 2008 pour dépôt de bilan. Le magasin rouvre ses portes le 6 février 2010 au même emplacement, proposant DVD et VHS, livres, fanzines et photos. Il accueille régulièrement de nombreux invités en dédicaces, parmi lesquels les réalisateurs Hélène Cattet et Bruno Forzani (Amer, Laissez bronzer les cadavres...), Jean Rollin (Le frisson des vampires, Les Raisons de la mort, Fascination...), l'actrice Catriona MacColl (L'Au-delà, Frayeurs...) ou encore l'équipe fondatrice du magazine Starfix.
En 2012, il est contacté par le journaliste Philippe Guedj pour préparer un documentaire racontant les difficultés financières qui en 1996 faillirent mettre un terme aux activités de la firme Marvel, Marvel Renaissance. Produit par Empreinte Digitale pour Canal+ Créations originales, ce documentaire le fruit de deux ans de travail et de deux sessions de tournages, la première à Los Angeles et au San Diego Comic Con, la seconde à New York. Le film retrace l'imbroglio financier qui frappa Marvel, jusqu'aux premières adaptations cinématographiques des années 90 et au succès mondial du premier film Avengers (2012). Marvel Renaissance est programmé le 7 mars 2014 sur Canal+ en deuxième partie de soirée, juste après la première diffusion d'Avengers. Il est présenté dans de nombreux festivals dont Les Utopiales de Nantes en 2014 et le Glasgow Film Festival où la projection est suivie d'une conversation menée par l'auteur de comics Mark Millar avec les réalisateurs.
Il collabore de nouveau avec Philippe Guedj en 2014 sur Marvel Univers, documentaire de 78 minutes en trois chapitres – La Fièvre des comics, New York et les super-héros et Marvel goes to Hollywood – lesquels existent également séparément sous forme de 26 minutes. Le film est produit par Empreinte Digitale pour Ciné+. Il est diffusé sur Ciné Frissons le 23 octobre 2015. La version longue est présentée aux Utopiales de Nantes et au Comic-Con de Paris la même année.
Marvel Renaissance et Marvel Univers sont regroupés sous le titre Marvel Stories pour constituer un long métrage de 130 minutes qui sort en salle à Taïwan et en DVD en Italie.
Les deux réalisateurs travaillent ensuite sur un troisième opus baptisé DC Vs Marvel : le combat du siècle. Mais le projet est abandonné faute de diffuseur.
En 2015, il réalise son premier documentaire seul, Lui années érotiques. Produit par Program33 pour Paris Première, le film retrace l'histoire du magazine Lui, première publication européenne dite de charme. À travers les récits de ses principaux contributeurs, directeur artistique, journalistes et photographes, de 1963 à 1987, trois décennies d'histoire française et d'évolution des mœurs sont traitées. Le film aborde également la nouvelle formule lancée en octobre 2013 par Jean-Yves Le Fur avec pour rédacteur en chef Frédéric Beigbeder. Lui années érotiques est diffusé sur la RTBF en septembre 2015, puis en février 2016 sur Paris Première.

### Édition
En 2019, le documentaire Lui années érotiques devient un beau livre, complémentaire au film. Philippe Roure écrit et met en page l'ouvrage qui parait en octobre aux éditions Gründ, en conservant pour titre celui du documentaire. Richement illustré, Lui années érotiques alterne histoire chronologique du magazine et entretiens de collaborateurs, certains retranscris d’après le film, d'autres inédits.
Philippe Roure écrit de temps en temps pour la revue Schnock.

## Filmographie

### Auteur, réalisateur
- 2006 : underZone (court métrage, 7')
- 2010 : M14 (teaser, 3')
- 2011 : Marvel 14, les super-héros contre la censure (documentaire, 52')
- 2012 : Marvel Renaissance (documentaire, 52')
- 2014 : Marvel Univers (documentaire, 52')
- 2015 : Lui années érotiques (documentaire, 52')
- 2024 : Christopher Reeve, le Superman éternel (documentaire, 52´)

## Publications
- Lui années érotiques (éditions Gründ, octobre 2019)
- Revue Schnock no 35 (été 2020), article « Bien à Lui »